# Panicum machrisianum
Panicum machrisianum är en gräsart som beskrevs av Jason Richard Swallen. Panicum machrisianum ingår i släktet vipphirser, och familjen gräs. Inga underarter finns listade i Catalogue of Life.